# ليندا بارنز (كاتبة)
ليندا بارنز (بالإنجليزية: Linda Barnes)‏ (6 ديسمبر 1949، ديترويت في الولايات المتحدة)؛ كاتِبة وروائية أمريكية.

## روابط خارجية
- ليندا بارنز على موقع IMDb (الإنجليزية)